# Episodi di Z Cars (seconda stagione)
La seconda stagione della serie televisiva Z Cars è stata trasmessa in anteprima nel Regno Unito dalla BBC One tra il 19 settembre 1962 e il 3 luglio 1963.
| nº | Titolo originale     | Titolo italiano | Prima TV UK       | Prima TV Italia |
| -- | -------------------- | --------------- | ----------------- | --------------- |
| 1  | On Watch - Newtown   |                 | 19 settembre 1962 |                 |
| 2  | Full Remission       |                 | 26 settembre 1962 |                 |
| 3  | Truth or Dare        |                 | 3 ottobre 1962    |                 |
| 4  | Information Received |                 | 10 ottobre 1962   |                 |
| 5  | Friendly Relations   |                 | 17 ottobre 1962   |                 |
| 6  | Corroboration        |                 | 24 ottobre 1962   |                 |
| 7  | The Thin Girl        |                 | 31 ottobre 1962   |                 |
| 8  | Johnny Sailor        |                 | 7 novembre 1962   |                 |
| 9  | Person Unknown       |                 | 14 novembre 1962  |                 |
| 10 | Ambush               |                 | 21 novembre 1962  |                 |
| 11 | Known to the Police  |                 | 28 novembre 1962  |                 |
| 12 | The Navigators       |                 | 5 dicembre 1962   |                 |
| 13 | Business Trip        |                 | 12 dicembre 1962  |                 |
| 14 | The Five Whistles    |                 | 19 dicembre 1962  |                 |
| 15 | Search               |                 | 26 dicembre 1962  |                 |
| 16 | All Up by Seven      |                 | 2 gennaio 1963    |                 |
| 17 | Trumpet Voluntary    |                 | 9 gennaio 1963    |                 |
| 18 | Five and a Match     |                 | 16 gennaio 1963   |                 |
| 19 | The Hitch-Hiker      |                 | 23 gennaio 1963   |                 |
| 20 | A Simple Case        |                 | 30 gennaio 1963   |                 |
| 21 | Act of Vengeance     |                 | 6 febbraio 1963   |                 |
| 22 | The Listeners        |                 | 13 febbraio 1963  |                 |
| 23 | The Main Chance      |                 | 20 febbraio 1963  |                 |
| 24 | Follow My Leader     |                 | 27 febbraio 1963  |                 |
| 25 | Members Only         |                 | 6 marzo 1963      |                 |
| 26 | Matter of Conviction |                 | 13 marzo 1963     |                 |
| 27 | The Bad Lad          |                 | 20 marzo 1963     |                 |
| 28 | Enquiry              |                 | 27 marzo 1963     |                 |
| 29 | Pay by Results       |                 | 3 aprile 1963     |                 |
| 30 | The Peterman         |                 | 10 aprile 1963    |                 |
| 31 | The Birds of the Air |                 | 17 aprile 1963    |                 |
| 32 | Train of Events      |                 | 24 aprile 1963    |                 |
| 33 | By the Book          |                 | 1º maggio 1963    |                 |
| 34 | Nothing Serious      |                 | 8 maggio 1963     |                 |
| 35 | Alarm Call           |                 | 15 maggio 1963    |                 |
| 36 | A Try by Weir        |                 | 22 maggio 1963    |                 |
| 37 | Quiet Confidence     |                 | 29 maggio 1963    |                 |
| 38 | Scare                |                 | 5 giugno 1963     |                 |
| 39 | Caught by the Ears   |                 | 12 giugno 1963    |                 |
| 40 | Come on the Lads     |                 | 19 giugno 1963    |                 |
| 41 | The Whizzers         |                 | 26 giugno 1963    |                 |
| 42 | Police Work          |                 | 3 luglio 1963     |                 |